# 澤田健
澤田 健（さわだ けん、1877年6月12日 - 1938年4月26日）は、鍼灸師・柔道整復師・武道家である。幼名は一（はじめ）。享年62。高弟に代田文誌、山田国弼がいる。

## 人物像
大阪の武道一家に生まれ、幼少の頃から武術を好み、青年時代に京都武徳殿で柔術を修業し、活殺自在の法や接骨術を習得後、朝鮮へ渡って開業する。十四経絡の秘儀を20年かけて研究し鍼灸治療所を開設、1922年に日本へ帰国し東京で開業。日本において鍼灸医学の発展に取り組み始め、古典（素問・霊枢、難経、十四経発揮、和漢三才図会）を研究し太極療法（澤田流）を提唱した。
竹内文書を研究していた中山忠直らと交友関係にあったため、天津教と関係し、1935年8月、青森県でいわゆる「キリストの墓」を竹内巨麿、鳥谷幡山らと共に発見し、1937年6月28日には第二次天津教弾圧事件で起訴猶予を受けている。

## 著書
- 太極療法
- 三種之神宝の略説と謹解